# Einav Zangauker
Einav Zangauker (Hebreu: עינב צנגאוקר; IPA: einav t͡sãŋgaukeʁ̞, nascuda el 3 de desembre de 1978) és una activista de la Seu de les Famílies pel retorn dels segrestats i desapareguts i del moviment Kulanu Hatufim ('Tots som ostatges'). El seu fill Matan Zangauker va ser segrestat per Hamàs durant l'atac del 7 d'octubre i està detingut a Gaza.

## Biografia
Zangauker és resident a Ofakim i va treballar com a coordinador d'educació superior a la Direcció d'Educació del municipi d'Ofakim. És mare soltera de Matan i les seves dues germanes, després de divorciar-se del seu pare Yaron als anys 2000.

### Activitats per a l'alliberament dels ostatges
Després que el seu fill Matan Zangauker fos segrestat per Hamàs a Gaza amb la seva parella, Ilana Gritzewsky, va començar a treballar a la seu de les famílies per al retorn dels segrestats i desapareguts per al seu retorn. Ilana va ser alliberada de la captivitat en l'acord d'alliberament d'ostatges el novembre de 2023.
El novembre de 2023, Zangauker es va reunir amb el ministre d'Afers Exteriors, Israel Katz. Fins al desembre de 2023, va participar diverses vegades en la convocatòria pel retorn dels segrestats a la plaça dels ostatges de Tel Aviv, sense prendre posició política. El gener de 2024 es va reunir, juntament amb altres famílies dels segrestats, amb el primer ministre israelià Benjamin Netanyahu. Al final de la reunió, va dir: «Vaig sortir menys pessimista del que vaig entrar, però no hi havia grans esperances. Vull creure que el primer ministre realment vol dir que Israel va posar un projecte a les mans de Qatar i no la seva».
El febrer de 2024 va començar a col·laborar amb activistes que protestaven contra la reforma judicial que van venir a donar suport a les famílies dels ostatges segrestats i a demanar l'enderrocament del govern i la celebració d'eleccions. En aquest sentit, ha dit: «Tota la vida he estat una dona de dretes. Sempre he votat el primer ministre Benjamin Netanyahu, fins i tot a les darreres eleccions. Però les gairebé úniques persones que s'identifiquen amb mi, que m'ofereixen veritablement ajuda, són les persones d'aquestes organitzacions […] Els que van sortir a manifestar-se contra la reforma judicial són els que ara em donen l'esquena».
Des d'aleshores, s'ha manifestat regularment davant de la porta d'inici a HaKirya a Tel Aviv, juntament amb la seva filla Natalie i la parella de Matan, Ilana Gritzewsky. Durant una manifestació davant de HaKirya a principis de febrer de 2024, va ser atacada físicament per un transeünt. Uns dies després, ella i altres familiars de Matan Zangauker van resultar ferits per un canó d'aigua que la Policia d'Israel va utilitzar contra ells. En una manifestació davant HaKirya el març de 2024, va demanar parlar amb el ministre Avi Dichter, que es va negar a rebre-la. Els agents de policia van intentar treure-la del vehicle de Dichter i un d'ells li va donar una puntada de peu. L'abril de 2024, va tornar a demanar l'acabament de la guerra i el retorn dels segrestats, i va assenyalar que la màquina de verí de Netanyahu s'estava utilitzant contra les famílies dels segrestats: «Tots els seus portaveus parlen de nosaltres, les famílies dels ostatges, amb paraules despectives, irrespectuoses i irrespectuoses». El maig de 2024, la seva filla, Natalie Zangauker, va ser atacada per la policia durant una manifestació davant HaKirya, i va ser atesa en un hospital. Va ser citada per a un interrogatori policial i va ser detinguda per manifestacions il·legals durant 15 dies.
El Iom ha-Zikkaron de 2024, va parlar amb el ministre de Finances Bezalel Smotrich, que va venir com a representant del govern al cementiri d'Ofakim, i va tornar a demanar la dissolució del govern a causa de la manca de retorn dels ostatges.

### Reconeixement
- El maig de 2024, Zangauker va encendre la Torxa de l'esperança en una cerimònia d'encesa de torxes i il·luminació de l'esperança a l'Amfiteatre Shoni.[8]

- El Fons Nacional Jueu va llançar el Camí dels herois al parc Ofakim, que inclou les històries de les heroiques dones de guerra, inclosa la de Zangauker.

- Va rebre el premi Truth to Power 2024 en reconeixement del seu treball en nom dels ostatges.[16]

- El novembre de 2024, l'escriptor Aryeh Krishek va publicar el poema La mare dels segrestats, dedicat a Zangauker i el crit de les mares dels segrestats.

- El desembre de 2024, va ser classificada, juntament amb altres dues dones israelianes, Anat Hoffman i Danielle Cantor, a la llista de la BBC de les 100 dones més influents per al 2024.[17][18]